# أبكر آدم اسماعيل
أبكر آدم اسماعيل كاتب وروائي سوداني، من مواليد ريفي الدلنج بولاية جنوب كردفان منطقة الفرشاية، درس الابتدائية في الدلنج ودرس الثانوية في الخرطوم في اتحاد المعلمين، كان يعمل كعامل بناء ولكنه استطاع رغم ذلك ان يدخل الجامعة، درس طب الأسنان بجامعة الخرطوم، بدأ دراسته بالمسائل المتعلقة بالبحوث والأفكار من الجامعة، حيث بدأ كتابة الشعر والقصة القصيرة والمقالات. مارس العمل السياسي بجامعة الخرطوم من خلال انتمائه لحركة الطلاب المستقلين، كتب جدلية المركز والهامش وأوراق دراسية حول قضايا السودان. ونشط في العمل السياسي والثقافي، وتعرض في كتاباته لقضايا الهامش ومشكلات الثقافة السودانية، كلف في العام 2008 بمعهد التدريب السياسي والقيادي في الحركة الشعبية لتحرير السودان إلى العام 2014م.

## أبرز الأعمال
كتب روايته «أحلام في بلاد الشمس» وهي الأولى تلتها «الطريق إلى المدن المستحيلة» وهي الرواية التي ذاع صيتها وجلبت له الشهرة، ومن بعدها هاجر إلى كندا وهناك كتب روايته الثالثة «الضفة الأخرى».
عاد إلى الكتابة الفكرية وعاد إلى السودان لاحساسه بان المعرفة هي مسئولية وكرس حياته لبناء الوعي والتنوير باعتباره مشروعه الأساسي الموجه لفئة الشباب.
حاول في رواية الطريق إلى المدن المستحيلة أن ينأى بنفسه عن أحداث الرواية حتى لا يدع للنقاد (الحرفيين) مجالا أن يقحموه في تفاصيلها، فبعض النقاد كمدرسي المراحل الأولية (أسرى النظرية السلوكية) يسقطون كل شيء على الخلفية الاجتماعية. لذلك عمد إلى أسلوب الراوي الداخلي أو ضمير الغائب، وهناك تفاصيل كثيرة تأخذ بعضا من حقائق الواقع بصراعاته السياسية والاجتماعية والثقافية في تلك الحقبة والحقب التي تلتها وما تزال. من أقواله: «ما زالت مفاوضاتي جارية مع التاريخ، وأحاول أن أقنعه بأن بيوتنا أيضا كانت جميلة، وكذلك غناءنا ونساءنا..غدا نشرع نافذة أخرى للنهار».

## الطريق إلى المدن المستحيلة
رواية (الطريق إلى المدن المستحيلة) تروي قصة مجموعة من الصبية (شلة أولاد قرف) كما يسميهم الكاتب بقيادة النور عثمان سنين أو جومو باحدى المدارس المتوسطة ذات النظام الداخلي بغرب السودان في منتصف السبعينيات من القرن الماضي، ويتتبع الكاتب مصائرهم حتى أوائل التسعينات من القرن نفسه ملمحا إلى الآحداث السياسية الكبرى التي مرت بالسودان في تلك المساحة الزمنية. هم وهاجس الرواية الاساس، وهو تجسيد لمفهوم الحرية بكافة اشكالها، فأمل وهم كل (شلة اولاد قرف) هو ممارسة حريتهم، وتحملوا في سبيل تحقيق ذلك كل ما واجهوه بكثير من الصبر و (المباصرة) والسخرية العالية. ولقد افلح البعض في تحقيق احلامه دون تقديم تنازلات ولم يفلح البعض. استطاع الكاتب بالفعل ان يكتب تاريخا شعبيا" تناول فيه بسلاسة وتفاصيل مدهشة داخل نسيج الرواية، جرائم سياسية مورست في السودان كتلفيق الاتهامات السياسية والتعذيب والفساد واستغلال النفوذ والاعتقالات. رواية قد تصدم البعض بجرأتها لأول وهلة.

## سيرة أولاد قِرّف
هناك أربع (ألاعيب) تجسد الحكي في الطريق إلى المدن المستحيلة. اللعبة الصغيرة (سيرة أولاد قرف) وهم (الشماشة) وهي تحكي سيرة الطفولة والبراءة، فإضافة إلى أولاد قرف هناك أولاد كموش وجيمس بول وسرب العصافير. واللعبة الخطرة (سيرة المدينة) تحكي عن السياسة في حقبة مايو. أما اللعبة الكبيرة وهي (سيرة السراب) وهي مزيج من الحكايات وهي كذلك تمهد للنهايات الحتمية التي تأتي في لعبة الزمن (سيرة الحلم) فأبكر بعد أن يورط جومو الذي لم يكمل تعليمه بعد أن ترك المدرسة الشرقية المتوسطة وسافر إلى الخرطوم ومنها إلى كسلا للحاق بنازك المتورطة هي الأخرى في علاقة حب جارف جمع أولاد قرف الذي ينتمى إليه جومو أو (جو) كما يحلو لها أن تناديه، وسرب العصافير الذي انضمت إليه نازك أو (نون) كما يناديها هو الآخر أو يرمز إليها في كتاباته التي كانت تحفة أدبية نادرة بشهادة الأستاذ زين العابدين والد نازك ومدير المدرسة، وعضو الاتحاد الاشتراكي، وأستاذ اللغة العربية الرصين والمتعصب لقواعدها، وقواعد حياة يعيشها بصرامة كوالد يريد لأبنائه أن يحيوا حياة مديدة وجميلة بعيدا عن (البصل المتعفن)؟!